# Glossa
Glossa: A Journal of General Linguistics es una revista científica de acceso abierto, dedicada al campo de la lingüística general. Fue fundada en 2016 y desde entonces es publicada por Ubiquity Press. Su editor en jefe es Johan  Rooryck (Universidad de Leiden). La revista es financiada por las iniciativas Linguistics in Open Access (LingOA) y Open Library of Humanities.

## Historia
En octubre de 2015 los editores y el consejo editorial de la revista Lingua dimitieron en protesta por la falta de un acuerdo con Elsevier respecto al establecimiento de un sistema de tarifas equitativo para la publicación de la revista en acceso abierto. En respuesta, los antiguos editores fundaron Glossa, mientras que Elsevier continuó publicando Lingua con nuevo personal. El consejo editorial original de Lingua y su protesta recibieron el apoyo de varias instituciones, entre ellas: Association of Research Libraries, American Association of State Colleges and Universities, American Council on Education, Canadian Association of Research Libraries, Confederation of Open Access Repositories, Educause y Scholarly Publishing and Academic Resources Coalition.

## Influencia
La revista Glossa ha sido citada como predecesora de Algebraic Combinatorics, una revista de matemática establecida bajo circunstancias similares cuando el consejo editorial de la revista Journal of Algebraic Combinatories dimitió en 2017. El consejo editorial criticó al sello editorial Springer por ejercer la práctica del "double-dipping", esto es, cobrar grandes tarifas de suscripción a bibliotecas además de altos costos para autores que deseen que sus publicaciones sean de acceso abierto.

## Indexación
La revista está indexada en el Emerging Sources Citation Index del servicio Web of Science, el Directory of Open Access Journals (DOAJ), la EBSCO Knowledge Base y otros servicios.